# Burn (Nine Inch Nails)
Burn è un singolo dei Nine Inch Nails, pubblicato nel 1994 dall'etichetta Nothing Records. È stato estratto dalla colonna sonora del film Assassini nati (Natural Born Killers, 1994), di cui la canzone fa parte. Essendo stato pubblicato solo come singolo promozionale, non ha mai avuto un proprio numero Halo. Della canzone è stato pubblicato anche un video (diretto da Hank Corwin e Trent Reznor), mentre una registrazione in live della canzone è presente nel DVD Beside You in Time.

## Tracce
1. Burn – 4:58